# Gideälven
Gideälven (även Gideälv, Gideån och Gigån) är en skogsälv i mellersta Norrland med en längd på 225 kilometer. 
År 1987 slutförde SMHI en översyn av Sveriges namn på vattendrag och ändrade då bland annat stavningen på huvudavrinningsområde nummer 34 från Gideälv till Gideälven.

## Beskrivning
Gideälven har sina källor väster om Hacksjö på Stöttingfjället i Vilhelmina kommun. Den rinner genom Åsele och Örnsköldsviks kommuner innan den mynnar i Degerfjärden (även kallad Husumfjärden) i Bottenhavet vid Husum, mellan byarna Dombäck och Gideåbacka. Älvens avrinningsområde omfattar 3 430 km². De största biflödena är Flärkån, Hemlingsån och Orgån.
Vid Gideälven i Örnsköldsviks kommun finns tätorterna Gideå och Björna. I Åsele kommun ligger Fredrika intill Viskasjön inte långt från älven. 
Omkring Bodumsjön och Gissjön i Gideälvens nedre del finns jordbruksbygd, men i övrigt rinner älven till stor del genom skogsmark.

## Naturvärden
Biflödet Hemlingsån är naturreservat och Natura 2000-område.
Gideälven mellan Björna och Stennäs kraftverk är klassad som riksintresse för naturvård. Lax kunde förr vandra upp till Björnafallet, men kraftverksutbyggnaderna vid Gideåbacka och Gideå bruk orsakade redan i början av 1900-talet vandringshinder som skadade beståndet.
Geovetenskapliga värden finns i form av den asymmetriska älvdalen nedströms Björna, formad av inlandsisens erosion, meanderloppet mellan Flärkån och Nyliden samt det stora isälvsdeltat Lockstafältet. Detta isälvsdelta ligger vid högsta kustlinjen.

## Flottning
Flottning har bedrivits på Gideälven sedan Husums sågverk anlades i den näraliggande Husån 1787. Tidigt avverkades timmer på bland annat Lockstamon väster om Studsviken. Till en början fanns inga dammar utan man fick helt förlita sig på naturliga högvattenflöden, varför det kunde ta upp till åtta år att slutföra transporten ned till kusten. Från Gideälvens mynning drogs timret sedan upp i Husån till Husums sågverk.
Sedan James Dickson & Co övertagit Husums sågverk 1846 genomfördes vissa strömrensningar. Planer fanns också på att bygga en kanal från Gideälven över Lakamark till Husån för att förenkla transporten till sågverket. Detta avslogs dock efter klagomål från markägarna. Under åren 1865–1870 skedde omfattande arbeten för att bygga ut Gideälven till flottled från Lappmarken och nedåt. År 1879 bildades Gideå-Husums älvars flottningsförening med kontor vid Gideå bruk. Samma år anlades ett timmersorteringsverk i Gideåbacka vid älvens mynning. I Gideälvens bäckar och biflöden utfördes fortsatta strömrensningar från 1880-talet och framåt. År 1905 tillkom en maskin för flottläggning i Gideåbacka för att virket skulle kunna bogseras till längre bort belägna sågverk.
År 1874 flottades 191 284 stockar på Gideälven. Efter sekelskiftet 1900 ökade flottningen kraftigt och översteg 1905 en miljon stockar. År 1923 flottades över två miljoner stockar, ett antal som därefter låg tämligen konstant. Enstaka år kunde dock flottningen överstiga tre miljoner stockar. Flottningen i Gideälven upphörde 1960.

## Kraftverk

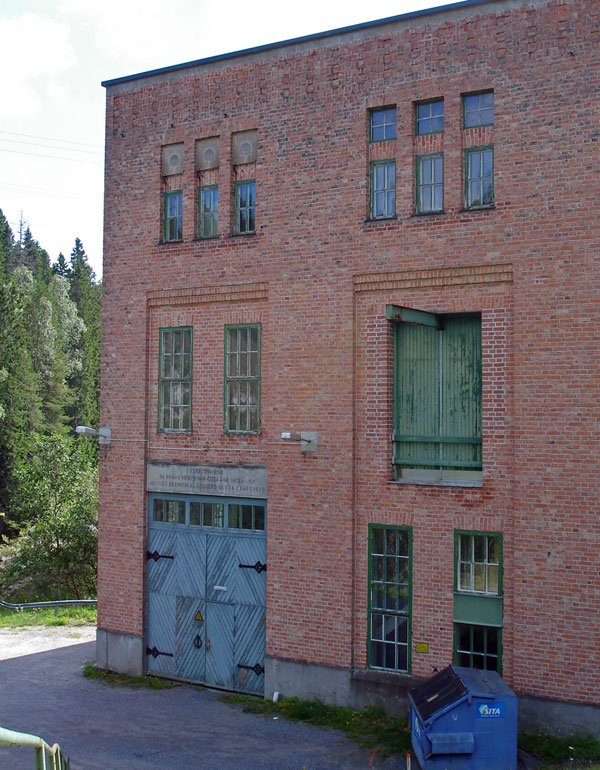
Gideåbacka kraftstation.

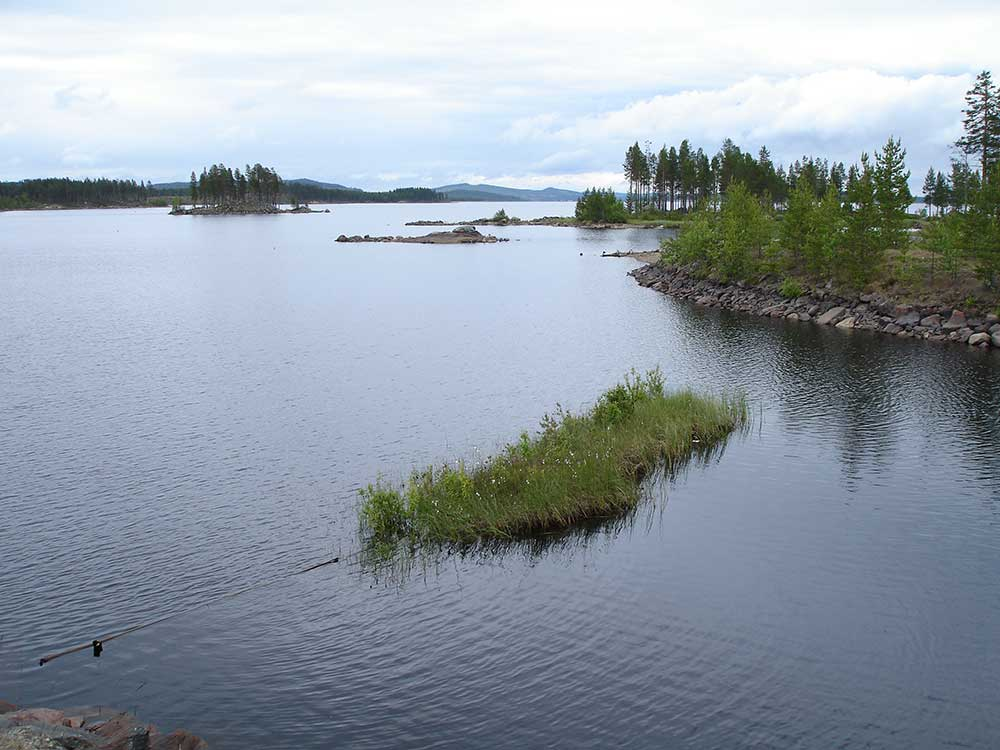
Skinnmuddselets regleringsmagasin.

Från mynningen och uppåt är Gideälven utbyggd med följande kraftstationer:
- Gideåbacka kraftverk anlades 1916–1918 av Mo och Domsjö AB för att försörja Husums sulfatfabrik med energi. För att säkra vattentillgången reglerades Bodumsjön och Gissjön.[7] [8] År 1995 ersattes det gamla kraftverket av ett nytt med en normalårsproduktion på 77 GWh, ägt av Statkraft.[9]

- Gidböle kraftverk anlades 1995 och har en normalårsproduktion på 69 GWh. Det ägs av Statkraft.[9]

- Gideå bruks kraftverk anlades 1913–1914 av Mo och Domsjö AB för att försörja Hörnefors sulfitfabrik med energi.[7] [8]

- Gideå kraftverk anlades 1986 och har en normalårsproduktion på 88 GWh. Det ägs av Statkraft.[9]

- Björna kraftverk anlades 1986 och har en normalårsproduktion på 79 GWh. Det ägs av Statkraft.[9]

- Gammelby kraftverk i Hemling anlades 1993 och har en normalårsproduktion på 11 GWh. Det ersatte en mindre anläggning från 1919. Kraftverket ägs av Statkraft.[9]

- Stennäs kraftverk anlades 1989 och har en normalårsproduktion på 30 GWh. Det ägs av Statkraft[9] och ligger i Bjurholms kommun[10].

Vattenföringen till kraftverken i Gideälven regleras av Skinnmuddselets magasin väster om Fredrika som tillkom 1989. Ovanför magasinet är Gideälven outbyggd.